# Pilaboparken
Pilaboparken är en folkpark i den östra utkanten av Smålands Anneberg. Parken anlades 1923 på mark som arrenderades av gården Stora Knapparp.
Vid invigningen midsommarafton 1923 fanns i parken entré, musikpaviljong, parkkafé och serveringskiosker. Anläggningen byggdes ut närmast följande år, bland annat med skjutbana och två dansbanor och med en teaterscen 1926. Den nuvarande parkentrén är från 1949–1950.
Parken drivs numera av den lokala, ideella föreningen Pilaboparken.
I parkens teater förvaras en samling kulisser, som målats av dekorationsmålaren Wolfgang Kahleis med ateljé på Hornsgatan 42 på Södermalm i Stockholm, omkring 1915 för kavalleriregementet Smålands husarer i Eksjö samt för den dåvarande teatern i Föreningshuset i Anneberg.